# Moissannes
Moissannes – miejscowość i gmina we Francji, w regionie Nowa Akwitania, w departamencie Haute-Vienne.
Według danych na rok 1990 gminę zamieszkiwały 302 osoby, a gęstość zaludnienia wynosiła 12 osób/km² (wśród 747 gmin Limousin Moissannes plasuje się na 354. miejscu pod względem liczby ludności, natomiast pod względem powierzchni na miejscu 236.).

## Populacja

Populacja Moissannes w latach 1962–2008